# خرووستوویتسه
خرووستوویتسه (به چکی: Chroustovice) یک منطقهٔ مسکونی در جمهوری چک است که در ناحیه خرودیم واقع شده‌است. خرووستوویتسه ۱٬۲۵۰ نفر جمعیت دارد.